# Microperoryctes
Microperoryctes — рід ссавців родини бандикутових (Peramelidae).

## Опис
Мають відносно невеликий розмір, загострену морду, маленькі вуха і довге, м'яке хутро. Ці тварини живуть в нижній частині тропічних лісів Нової Гвінеї на висоті до 4500 метрів. Про їхнє життя мало відомо: вони, ймовірно, всеїдні, харчуються фруктами і дрібними тваринами, вони, ймовірно, поодинокі і створюють в місцях відпочинку гнізда в кореневій зоні дерев. Самиці з 1—3 дитинчатами були знайдені майже протягом року.

## Поширення
Це жителі тропічних лісів Нової Гвінеї.